# Manu Herrera
Manuel Herrera Yagüe (Madrid, 29 de setembro de 1981) é um futebolista profissional espanhol que atua como goleiro.

## Carreira
Manu Herrera começou a carreira no Real Madrid.